# Harold Cagle
Harold Cagle   (Oklahoma, 3 d'agost de 1913 - Califòrnia, 28 de novembre de 1977) fou un atleta estatunidenc, especialista en els 400 metres, que va competir durant la dècada de 1930.
El 1936 va prendre part en els Jocs Olímpics d'Estiu de Berlín, on guanyà la medalla de plata en la cursa dels 4x400 metres relleus del programa d'atletisme. Formà equip amb Robert Young, Edward O’Brien i Alfred Fitch.
El millor resultat als Campionats nacionals fou la quarta posició aconseguida el 1936.

## Millors marques
- 200 metres. 21.5" (1937)
- 400 metres. 46.5" (1935)[3]